# Ligne de Porrentruy à Bonfol
La ligne de Porrentruy à Bonfol est une ligne de chemin de fer en suisse. Cette infrastructure, électrifiée, à voie unique et écartement normal, est longue de 11 km situés en Ajoie dans le canton du Jura.
Mise en service en 1901, elle fut un temps prolongée par la ligne de Dannemarie à Pfetterhouse. Depuis 1970 elle se termine en impasse à Bonfol, avant la frontière avec la France. Bien qu'elle soit isolée, c'est l'une des trois lignes ferroviaires du réseau des Chemins de fer du Jura (CJ).

## Histoire

### Chronologie
- 14 juillet 1901 : mise en service Porrentruy-Bonfol RPB ;
- 1er novembre 1910 : mise en service Bonfol-Pfetterhouse-Dannemarie (RPB et chemins de fer d'Alsace-Lorraine)
- 1er janvier 1944 : fusion des  SC, RSG, CTN et RPB, naissance des Chemins de fer du Jura ;
- 14 février 1946 : suppression du service voyageurs transfrontalier entre Bonfol et Pfetterhouse (SNCF) ;
- 18 mai 1952 : mise en service de l'électrification de Porrentruy à Bonfol (CJ) ;
- 2 novembre 1965: suppression du service voyageurs entre Dannemarie et Pfetterhouse (SNCF) ;
- 4 janvier 1970 : suppression du service des marchandises entre Bonfol et Dannemarie, fermeture définitive du point frontière de Bonfol (SNCF) ;
- 29 octobre 1970 : fermeture définitive du point frontière de Bonfol, déclassement de la ligne (SNCF).

### RPB: Régional Porrentruy – Bonfol

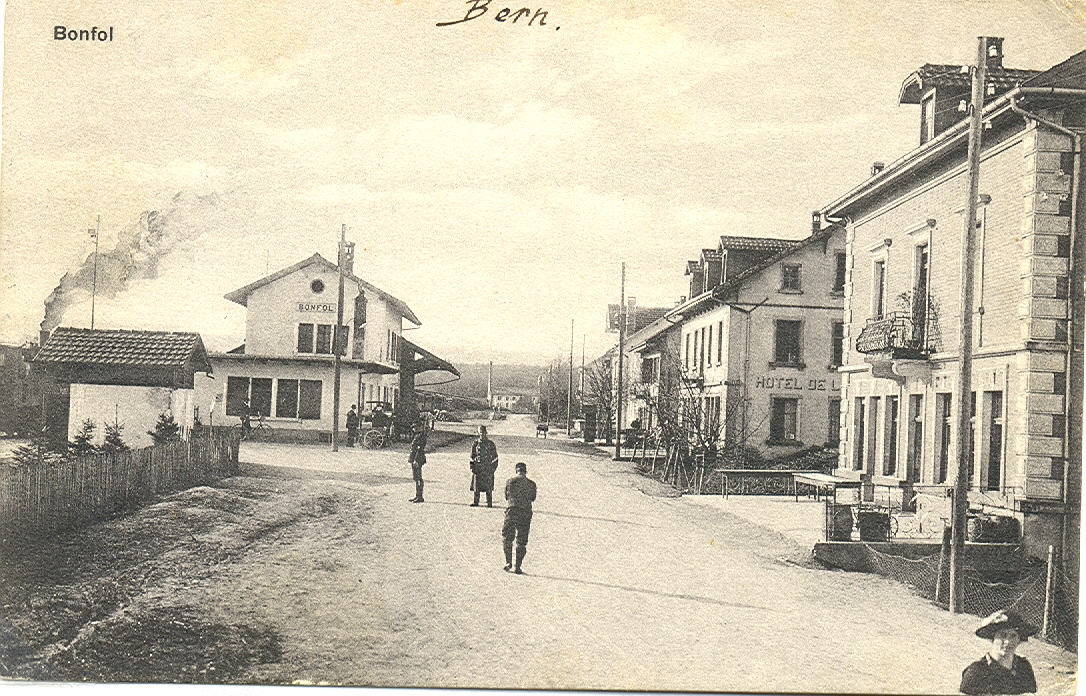
La gare de Bonfol vers 1910.

Le premier train arrive à Porrentruy depuis Delle le 23 septembre 1872 déjà, avec le chemin de fer de Porrentruy à Delle (PD), puis est raccordé au réseau ferroviaire suisse dès le 30 mars 1877 avec la ligne du Jura-Bernois (JB) jusqu'à Glovelier et Delémont.
L'Ajoie étant maintenant relié par rail à la Suisse et à la France, il est décidé de la relier avec l'Allemagne, en Alsace annexée. Une ligne de 33.6 km sera construite entre Porrentruy et Dammerkirch (Dannemarie), sur la ligne Belfort – Altkirch – Mulhouse, via Bonfol et Pfetterhausen (Pfetterhouse). Le premier train de la Compagnie du chemin de fer Porrentruy – Bonfol (RPB) relie le chef-lieu ajoulot à Bonfol le 14 juillet 1901 ; le prolongement de la ligne jusqu'à Dannemarie (22.7 km) sera mis en service par la Direction générale impériale des chemins de fer d'Alsace-Lorraine neuf ans plus tard, le 1er novembre 1910.
La traction est à vapeur, les rampes maximales sont de 15 ‰ du côté alsacien et de 25 ‰ sur territoire suisse. Aucun ouvrage d'art important n'a dû être construit.
Entre 1914 et 1918 éclate la Première Guerre mondiale, qui verra l'Alsace redevenir française et fera perdre à la ligne de l'importance, mais le trafic international sera maintenu. La partie française de la ligne sera gérée par l'Administration des chemins de fer d'Alsace et de Lorraine jusqu'au 1er janvier 1938, date de la création de la SNCF.
Le 7 février 1943, en pleine Seconde Guerre mondiale, la voûte du tunnel CFF de Croix entre Saint-Ursanne et Courgenay s’effondre, coupant la liaison ferroviaire entre l'Ajoie et le reste du pays. Le transfert du matériel roulant entre Porrentruy et Bâle s'effectue alors via Dannemarie et Mulhouse, avec l'accord de la Reichsbahn qui exploitait la ligne Belfort – Bâle durant l'occupation.

### CJ: Chemins de fer du Jura

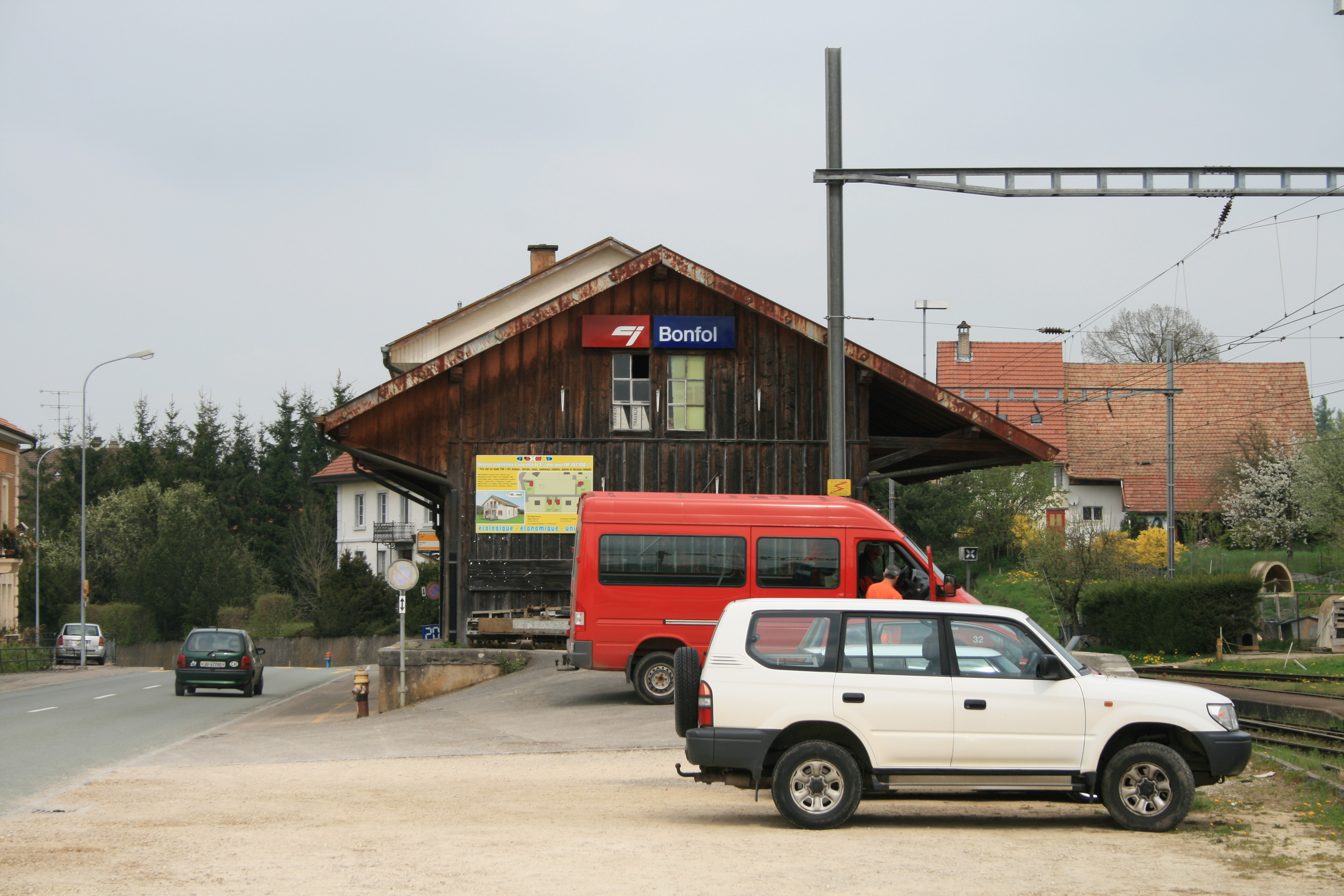
La gare de Bonfol de nos jours.

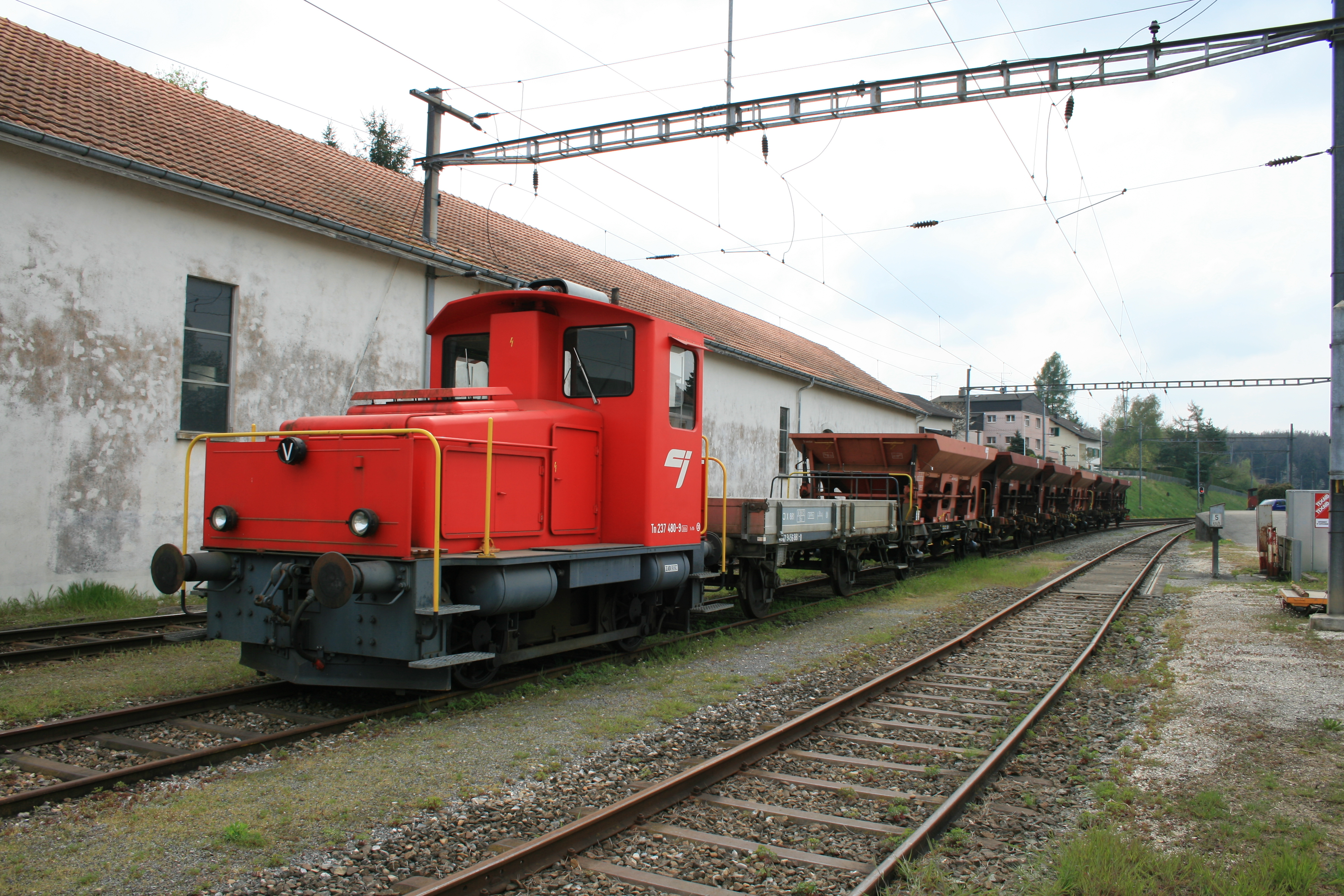
Train de travaux en gare de Bonfol.

Les compagnies SC, RSG, CTN et RPB fusionnent au 1er janvier 1944 et deviennent les Chemins de fer du Jura.
Après la guerre, la ligne a perdu toute importance stratégique ; le service voyageurs transfrontalier cessera au 14 février 1946, et le dernier train de voyageurs entre Pfetterhouse et Dannemarie circulera le 2 novembre 1965. Les trains de marchandises continueront cependant à franchir la frontière pendant quatre ans encore.
Afin d'unifier le matériel roulant, les CJ décident de tout exploiter par des trains électriques à voie métrique ; la ligne de Glovelier à Saignelégier est convertie entre 1948 et 1953. Cependant, étant donné que celle de Porrentruy à Dannemarie est isolée du reste du réseau, il est décidé de la laisser à voie normale et de l'électrifier au système CFF (CA 15 kV 16⅔ Hz) jusqu'à Bonfol. Le premier convoi mû par l'électricité empruntera la ligne le 18 mai 1952.
La fermeture définitive du tronçon côté français intervient le 4 janvier 1970, et la ligne est déclassée le 29 octobre suivant. Après cette date, la ligne de 20.1 km est déferrée, les rails et les traverses sont déposés. Côté suisse, la voie subsiste, inutilisée, jusqu'à la frontière. Elle est en grande partie reprise pour desservir le raccordement à l'ancienne décharge industrielle de Bonfol (DIB).
À la suite de la fermeture de la décharge, la création d'une voie verte est projetée sur l'emprise de la voie ferrée à partir de Bonfol. Une grande partie jusqu'à la frontière est réalisée en 2025.
Dès 2026, afin d'obtenir des subventions fédérales, la ligne sera desservie par des rames des CFF. En 2022, la compagnie a racheté aux Transports publics fribourgeois, des rames RBDe 567, afin de répondre à la loi sur les personnes à mobilité réduite et remplacer les rames RBDe 566. En 2026, deux rames CFF (UM) quitteront Delémont jusqu'à Porrentruy et seront découplées, l'une vers Boncourt, l'autre vers Bonfol. Les trois rames RBDe 567 seront retirées du service.

## Caractéristiques

### Gares
|  |   |  | Gares        | Statut | Communes     | Correspondances           |
|  | - |  | ------------ | ------ | ------------ | ------------------------- |
|  | ■ |  | Porrentruy   | gare   | Porrentruy   | Ligne de Delémont à Delle |
|  | ■ |  | Alle         | halte  | Alle         |                           |
|  | ■ |  | Vendlincourt | halte  | Vendlincourt |                           |
|  | ■ |  | Bonfol       | gare   | Bonfol       |                           |

## Projet de pérénisation de la ligne
En 2017, un « contrat d'axe » est signé par les communes, le canton et les Chemins de fer du Jura. Il présente les objectifs, et de bonnes pratiques, qu'il faut atteindre pour obtenir un financement permettant de pérenniser la ligne qui a toujours été déficitaire. Cela se traduit par des actions pour : densifier l'habitat autour des gares ; promouvoir un aménagement urbain autour des transports publics ; favoriser une mobilité intermodale ; rendre attractive l'offre ferroviaire ; gérer le transport marchandises ; promouvoir l'aspect touristique, améliorer la coordination des acteurs du projet.
En 2019, la confédération a apprécié le projet et indique prévoir d'engager 27 millions de francs d'investissement, pour la pérennisation des 11 km de la ligne, sur une période allant jusqu'à 2022. Ce projet vient à point car la ligne était condamné à ne pas survivre à la fin des transports dus à l'assainissement de la décharge chimique de Bonfol.